# Митикас
Ми́тикас (греч. Μύτικας) — высочайшая вершина Олимпа и Греции, вторая по высоте на Балканах после Мусалы в Болгарии. До недавнего времени считалось, что её высота 2917.85 м, но по последним измерениям, проведённым Университетом Аристотеля в Салониках, высота пика составляет 2917,727 м. 